# Риоло-Терме
Риоло-Терме (итал. Riolo Terme) —  коммуна в Италии, располагается в регионе Эмилия-Романья, подчиняется административному центру Равенна.
Население составляет 5334 человека (на 2004 г.), плотность населения составляет 121 чел./км². Занимает площадь 44 км². Почтовый индекс — 48025. Телефонный код — 0546.
Покровителями коммуны почитаются Пресвятая Богородица (Beata Vergine del Rosario, Madonna del Presidio) и святой Иоанн Креститель, празднование в первый понедельник мая.